# Supercoupe d'Italie de football 2018
Navigation
Supercoupe d'Italie 2017 Supercoupe d'Italie 2019
La Supercoupe d'Italie 2018 est la 31ème édition de la Supercoupe d'Italie, épreuve qui oppose le champion d'Italie au vainqueur de la Coupe d'Italie. La Juventus ayant remporté à la fois le championnat et la coupe d'Italie, c'est son dernier finaliste de la coupe d'Italie qui lui fait face, l'AC Milan.

## Feuille de match
| Supercoupe d'Italie 2018  | Juventus FC | 1–0 | AC Milan | Stade Roi-Abdallah, Jeddah                  |                                             |
| 16 janvier 2019 20:30 AST | Ronaldo 61e |     |          | Spectateurs : 61 235 Arbitrage : Luca Banti | Spectateurs : 61 235 Arbitrage : Luca Banti |
| 16 janvier 2019 20:30 AST |             |     |          | Spectateurs : 61 235 Arbitrage : Luca Banti | Spectateurs : 61 235 Arbitrage : Luca Banti |

| Juventus | Milan |

| Gardien de but       | 1  | Wojciech Szczęsny     |       |     |
| RB                   | 20 | João Cancelo          |       |     |
| CB                   | 19 | Leonardo Bonucci      |       |     |
| CB                   | 3  | Giorgio Chiellini (c) |       |     |
| LB                   | 12 | Alex Sandro           | 26e   |     |
| CM                   | 30 | Rodrigo Bentancur     |       | 86e |
| CM                   | 5  | Miralem Pjanić        | 44e   | 64e |
| CM                   | 14 | Blaise Matuidi        |       |     |
| RW                   | 10 | Paulo Dybala          | 90+4e |     |
| CF                   | 7  | Cristiano Ronaldo     |       |     |
| LW                   | 11 | Douglas Costa         |       | 89e |
| Remplaçants :        |    |                       |       |     |
| Gardien de but       | 21 | Carlo Pinsoglio       |       |     |
| Gardien de but       | 22 | Mattia Perin          |       |     |
| Gardien de but       | 32 | Mattia Del Favero     |       |     |
| DF                   | 2  | Mattia De Sciglio     |       |     |
| DF                   | 24 | Daniele Rugani        |       |     |
| DF                   | 37 | Leonardo Spinazzola   |       |     |
| MF                   | 6  | Sami Khedira          |       | 89e |
| MF                   | 23 | Emre Can              |       | 64e |
| FW                   | 18 | Moise Kean            |       |     |
| FW                   | 33 | Federico Bernardeschi |       | 86e |
| Entraîneur :         |    |                       |       |     |
| Massimiliano Allegri |    |                       |       |     |

| Gardien de but  | 99 | Gianluigi Donnarumma  |       |     |
| RB              | 2  | Davide Calabria       | 82e   |     |
| CB              | 17 | Cristián Zapata       |       |     |
| CB              | 13 | Alessio Romagnoli (c) | 74e   |     |
| LB              | 68 | Ricardo Rodríguez     | 87e   |     |
| CM              | 79 | Franck Kessié         | 74e   |     |
| CM              | 14 | Tiémoué Bakayoko      |       |     |
| CM              | 39 | Lucas Paquetá         |       | 71e |
| RW              | 7  | Samu Castillejo       | 45+2e | 71e |
| CF              | 63 | Patrick Cutrone       |       | 79e |
| LW              | 10 | Hakan Çalhanoğlu      | 21e   |     |
| Remplaçants :   |    |                       |       |     |
| Gardien de but  | 25 | Pepe Reina            |       |     |
| Gardien de but  | 90 | Antonio Donnarumma    |       |     |
| DF              | 12 | Andrea Conti          |       | 79e |
| DF              | 20 | Ignazio Abate         |       |     |
| DF              | 22 | Mateo Musacchio       |       |     |
| DF              | 23 | Ivan Strinić          |       |     |
| DF              | 93 | Diego Laxalt          |       |     |
| MF              | 4  | José Mauri            |       |     |
| MF              | 16 | Andrea Bertolacci     |       |     |
| MF              | 18 | Riccardo Montolivo    |       |     |
| FW              | 9  | Gonzalo Higuaín       |       | 71e |
| FW              | 11 | Fabio Borini          |       | 71e |
| Entraîneur :    |    |                       |       |     |
| Gennaro Gattuso |    |                       |       |     |